# .44 S&W American

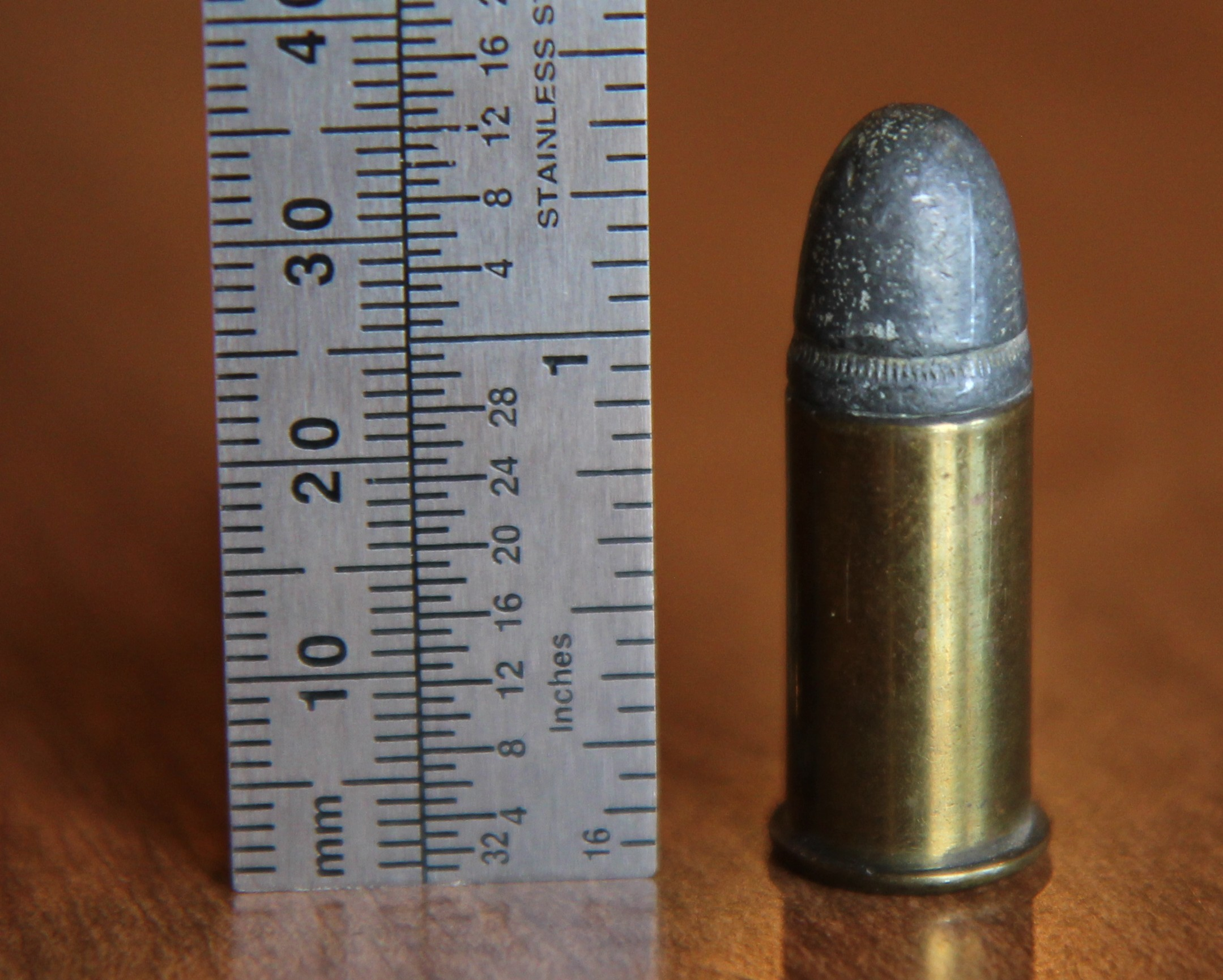
Um cartucho .44 S&W American ao lado de uma regua.

O .44 S&W American (comumente chamado de .44 American) é um cartucho de fogo central metálico que podia utilizar tanto pólvora negra quanto pólvora sem fumaça, desenvolvido pela Smith & Wesson em 1869.

## Desenvolvimento

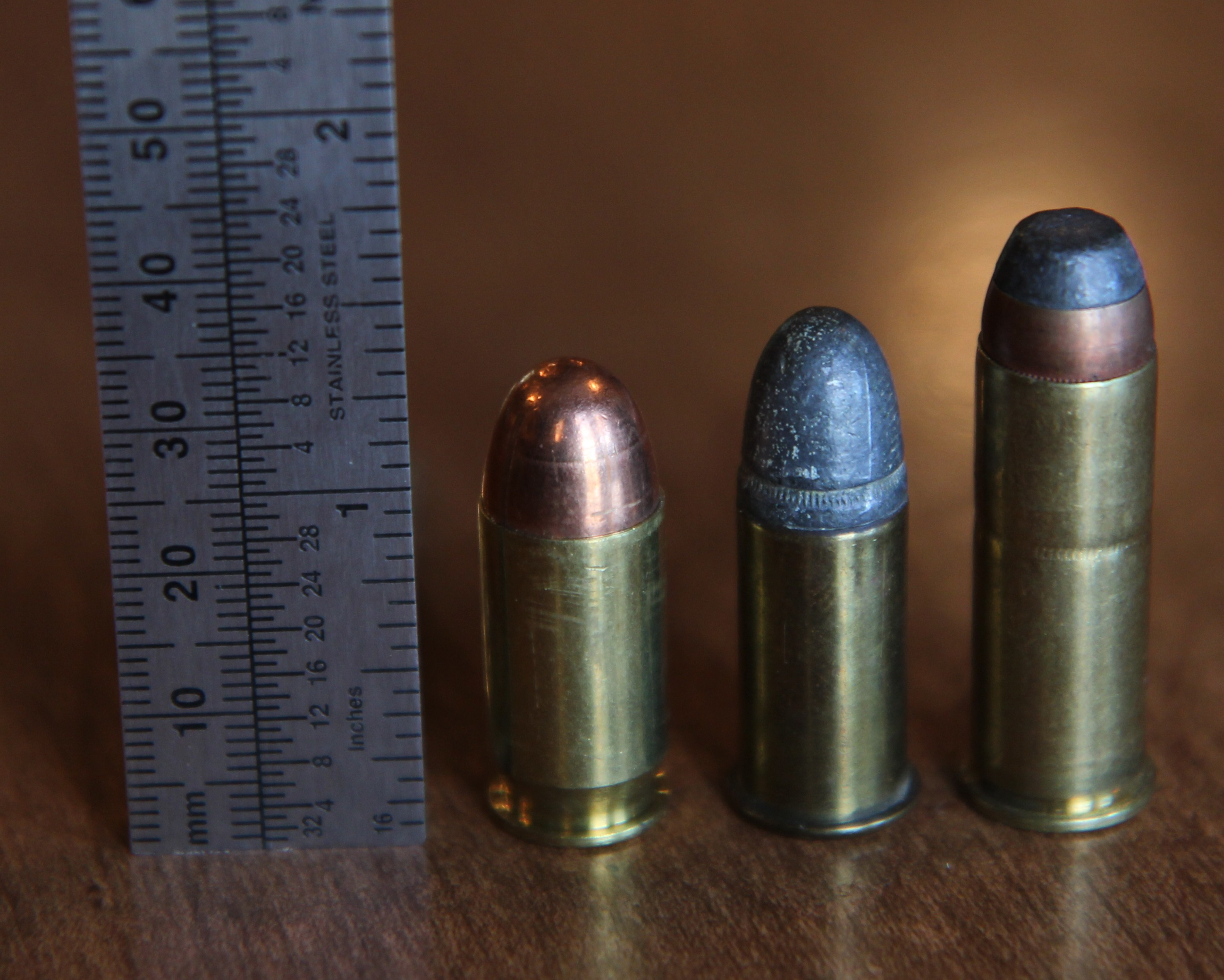
Um cartucho .44 S&W American ao centro, comparado a um .45 ACP (a esquerda) e um .44 Magnum (a direita).

Entre 1871 e 1873, o .44 S&W American era a munição utilizada no revólver Smith & Wesson Model 3 usado como arma padrão do Exército dos Estados Unidos. Esse cartucho também foi oferecido nos revólveres da Merwin Hulbert & Co..
O .44 S&W American usava um projétil com rebaixo, lubrificado externamente, podia usar espoletas Boxer ou Berdan, e podia usar tanto pólvora negra quanto pólvora sem fumaça. Os projéteis com rebaixo tornam o .44 S&W American  incompatível com o .44 Russian, o .44 Special e o .44 Magnum, que eram mais longos e principalmente, maiores em diâmetro, impedindo-os de cobrir a parte exposta da bala.
A potência do .44 S&W American se assemelha ao .41 Long Colt, ao .32-20 Winchester, ou .44-40 Winchester, e pode ser usado para caçar pequenos animais a curta distância. [2]
O .44 S&W American deixou de estar disponível comercialmente por volta de 1940. Ele pode ser produzido pelo processo de "recarga manual" e o estojo é obtido encurtando e reformando os estojos de .41 Magnum. Os revólveres projetados para pólvora negra devem usar apenas cartuchos de pólvora negra; os cartuchos mais modernos, geram pressões excessivas.
Durante o Tiroteio no O.K. Corral, em 26 de outubro de 1881, Wyatt Earp carregava um revólver "Smith & Wesson Model 3" com cano de 8 polegadas, no calibre .44 S&W American. Earp recebeu a arma como presente de John Clum, prefeito de Tombstone, Arizona, e editor do jornal The Tombstone Epitaph.